# Gabriel Lazarte
Gabriel Alejandro Lazarte (n. San Martín, Provincia de Buenos Aires, Argentina; 7 de noviembre de 1997) es un futbolista argentina. Juega de defensor y su equipo actual es Club Atlético Güemes, de la Primera Nacional.

## Carrera

### Chacarita Juniors
Lazarte debutó en Chacarita Juniors el 21 de febrero de 2016 en la goleada de Guillermo Brown al Funebrero por 3-0. El debutante ingresó a los 36 minutos del segundo tiempo por Federico Rosso.
En la temporada 2016-17, Chacarita Juniors consiguió el ascenso a la máxima categoría. Lazarte jugó 28 partidos durante el transcurso del campeonato.
El debut en Primera para Lazarte ocurrió el 10 de septiembre de 2017, cuando Chacarita Juniors y Tigre empataron 1-1. El defensor participó en 21 encuentros, y Chacarita descendió de categoría tras un año.

### Agropecuario
En 2020, tras 4 años en el campeón de 1969, Lazarte se convirtió en refuerzo de Agropecuario, de la Primera Nacional. Debutó el 29 de noviembre en la derrota por 3-1 contra Estudiantes, ingresando a falta de 5 minutos para que termine el partido por Mariano Miño.
Un año después, el 11 de julio, convirtió su primer gol como profesional frente a Belgrano.

## Estadísticas

### Clubes
- Actualizado hasta el 9 de noviembre de 2021.

| Chacarita Juniors Argentina | 2.ª                 | 2016                | 2   | 0 | 0 | 0 | - | - | 2   | 0 | 0,00  |
| Chacarita Juniors Argentina | 2.ª                 | 2016-17             | 28  | 0 | 0 | 0 | - | - | 28  | 0 | 0,00  |
| Chacarita Juniors Argentina | 1.ª                 | 2017-18             | 21  | 0 | 0 | 0 | - | - | 21  | 0 | 0,00  |
| Chacarita Juniors Argentina | 2.ª                 | 2018-19             | 11  | 0 | 0 | 0 | - | - | 11  | 0 | 0,00  |
| Chacarita Juniors Argentina | 2.ª                 | 2019-20             | 10  | 0 | - | - | - | - | 10  | 0 | 0,00  |
| Chacarita Juniors Argentina | Total club          | Total club          | 72  | 0 | 0 | 0 | - | - | 72  | 0 | 0,00  |
| Agropecuario Argentina | 2.ª                 | 2020                | 7   | 0 | - | - | - | - | 7   | 0 | 0,00  |
| Agropecuario Argentina | 2.ª                 | 2021                | 23  | 1 | - | - | - | - | 23  | 1 | 0,04  |
| Agropecuario Argentina | Total club          | Total club          | 30  | 1 | - | - | - | - | 30  | 1 | 0,03  |
| Total en su carrera | Total en su carrera | Total en su carrera | 102 | 1 | 0 | 0 | - | - | 102 | 1 | 0,009 |
| (1) Las copas nacionales se refiere a la Copa Argentina. (2) Las copas internacionales se refiere a la Copa Libertadores y a la Copa Sudamericana. (3) Media de goles por encuentro. No incluye goles en partidos amistosos. |                     |                     |     |   |   |   |   |   |     |   |       |